# J.P. Calderon
John Paul „J.P.” Calderon (ur. 5 września 1975 w Santa Monica w stanie Kalifornia) – amerykański model, profesjonalny siatkarz oraz uczestnik programów typu reality show.

## Życiorys
Ma kostarykańskie pochodzenie, dojrzewał w Marina del Rey w Kalifornii. Uczęszczał na Kalifornijski Uniwersytet Stanowy (kampus w Long Beach), gdzie grał w szkolnej drużynie siatkarskiej. Studia, na wydziale komunikacji społecznej, ukończył w 2000 roku. Przez okres pięciu lat pracował na uczelni jako asystent trenera żeńskiej drużyny siatkarskiej.
W roku 2004 rozpoczął karierę zawodowego siatkarza; został krajowym reprezentantem organizacji Association of Volleyball Professionals (AVP).
W 2006 roku pojawił się w reality show CBS-u pt. Survivor: Cook Islands – trzynastej serii kultowego programu telewizyjnego Survivor – w charakterze jednego z uczestników. Odpadł jednak jako czwarty z bohaterów show. Następnie wziął udział w programie stacji Oxygen The Janice Dickinson Modeling Agency, który wylansował go jako modela. Dziś jest twarzą niemieckiej agencji KULT Model Agency.
Jest jawnym homoseksualistą. W październiku 2013 zaręczył się ze swoim partnerem, Julzem Heaneyem.